# كليمنت جي مورغان
كليمنت غارنيت مورغان (1859-1929) هو محامٍ أمريكي وناشط في الحقوق المدنية ومسؤول في مدينة كامبريدج، ماساتشوستس. ولد كعبد في ولاية فرجينيا ونال حريته بعد إعلان تحرير العبيد، تدرب على الحلاقة قبل أن ينتقل إلى ماساتشوستس لمتابعة تعليمه. وكان أول أمريكي من أصل أفريقي يحصل على درجات علمية من جامعة هارفارد وكلية الحقوق فيها. وأول أمريكي من أصل أفريقي يلقي خطبة صف التخرج في جامعة هارفارد؛ وكان أول عضو مجلس محلي أسود في نيو إنجلاند. وبصفته محاميًا، تعامل مع العديد من قضايا الحقوق المدنية، وفي إحدى القضايا أغلق مدرسة عزل عنصري. وكان عضوًا مؤسسًا في حركة نياغارا وفرع بوسطن للجمعية الوطنية للنهوض بالملونين.

## نشأته وتعليمه
ولد كليمنت غارنيت مورغان كعبد في 9 يناير عام 1859 في مقاطعة ستافورد في ولاية فيرجينيا. عندما أعتق هو ووالداه بموجب إعلان تحرير العبيد في عام 1863، انتقلوا إلى واشنطن العاصمة، حيث التحق كليمنت بمدرسة إم ستريت الثانوية وتدرب على الحلاقة. وبعد الانتهاء من المدرسة الثانوية، انتقل إلى سانت لويس في ولاية ميزوري، حيث درّس لمدة أربع سنوات في مدرسة للسود فقط.
انتقل مورغان إلى بوسطن بهدف التحصيل العلمي الأفضل، وارتاد مدرسة بوسطن اللاتينية لمدة عامين استعدادًا للكلية. وأثناء وجوده هناك حصل على ميدالية فرانكلين وفاز بجوائز لورانس للخطابة والقراءة. في سنته الأخيرة شغل منصب معاون كتيبة المدرسة. وتخرج بمرتبة الشرف عام 1886. وكان عمره 27 عامًا حين التحق بجامعة هارفارد بعد بضعة أشهر.
أثناء وجوده في جامعة هارفارد، غطى مورغان نفقاته المالية من خلال العمل في محل للحلاقة في شارع شاوموت ومن خلال الفوز بعدة منح دراسية. وخلال سنته الأخيرة فاز بجائزة بويلستون للخطابة. وحل زميله، المفكر والناشط الشهير دبليو إي بي دو بويز، في المرتبة الثانية. حصل مورغان على درجة بكالوريوس الآداب في عام 1890، وعلى بكالوريوس الحقوق من كلية الحقوق في جامعة هارفارد عام 1893. وكان أول أمريكي من أصل أفريقي يحصل على هاتين الدرجتين من جامعة هارفارد. في العام التالي، أصبح دو بويز أول أمريكي من أصل أفريقي يحصل على درجة البكالوريوس والدكتوراه من جامعة هارفارد. 

### خطبة «يوم الصف» في جامعة هارفارد
في كل عام، كان طلاب التخرج في جامعة هارفارد ينتخبون زميلًا لإلقاء كلمة في «يوم الصف»، أي الأسبوع الذي يسبق التخرج، بينما تختار الكلية ستة طلاب للتحدث في حفل التخرج. في أكتوبر عام 1889، انتخب صف التخرج مورغان لإلقاء خطبة يوم الصف. وكان اختيار مورغان غير مسبوق: لم يكن فقط أول متحدث أمريكي من أصل أفريقي في الفصل الدراسي بجامعة هارفارد، بل كان أيضًا أول طالب من الطبقة العاملة يحصل على تكريم مخصص عادةً لأولئك من أسر نخبة براهمة بوسطن.
تصدرت الانتخابات عناوين الصحف الوطنية؛ كانت معظمهما تهنئة بالحدث، على الرغم من نشر العديد من الصحف الجنوبية افتتاحيات ساخرة. حرص مسؤولو هارفارد على تجنب الدعاية، ولم يرغبوا في الإشارة إلى أن اختياره كان قائمًا على أي شيء آخر غير الجدارة، ورفض مورغان نفسه التحدث إلى الصحافة. وصفت مقالة في بوسطن غلوب عام 1889 مورغان بأنه «شاب محترم، يتمتع بآداب تشيسترفيلد. يبلغ طوله 5 أقدام و6 بوصات، وذو أكتاف عريضة وداكن اللون، ولديه جبهة عريضة وعينان لامعتان». أشاد به العقيد توماس وينتورث هيغينسون، الذي كان يعرف مورغان، وأضاف: «لا أتذكر حالة واحدة أظهر فيها شاب قدرًا أكبر من التحمل في النضال ضد جميع أنواع العارضة مثله».
استُخدم إجراء صارم لاختيار المتحدثين الستة. وللتأهل للمسابقة، كان على الطلاب أولاً تحقيق درجة عالية بالمتوسط. ثم كتابة مقالات وتقديم عروض شفوية يقيمها سبعة أعضاء من هيئة التدريس. من بين 44 عرضًا، حصل دو بويز على أعلى الدرجات. وكان مورغان أيضًا من بين الستة الأوائل. ولكن بعض أعضاء اللجنة اعترضوا على أن يتحدث طالبان أمريكيان من أصل أفريقي عند التخرج. وبعد نقاش ساخن، صوتت اللجنة لاستبدال مورغان بطالب أبيض. ثم استقال أحد الأعضاء، جيمس ب. ثاير، من اللجنة احتجاجًا، وكتب لاحقًا، «لقد أتيحت لنا فرصة رائعة، وكان من المرير أن نراها تضيع بتصويت شخص يعتقد أن الرجل (مورغان) استحق المكان، لكنه استبعده بسبب لون بشرته، أو بسبب لون بشرة الرجل الآخر».

### مشواره المهني
بعد فترة وجيزة من تخرجه من كلية الحقوق، قُبل مورغان في نقابة سوفولك. وافتتح مكتب محاماة في شارع كورت 39 في بوسطن.